# Iglesia de Nuestra Señora de la Asunción (Paradinas)
La iglesia de Nuestra Señora de la Asunción de Paradinas es un edificio gótico con elementos neoclásicos del siglo XVI, que alberga la parroquia de Paradinas, localidad perteneciente al municipio de Santa María la Real de Nieva, en la provincia de Segovia, que está catalogado como bien de interés cultural.
La iglesia está ubicada en las afueras del pueblo a unos 150 metros al sur del núcleo urbano, tras cruzar el arroyo.

## Historia
El templo se construyó en el siglo XVI. Su diseño se atribuye a Rodrigo Gil de Hontañón. Tiene tres naves y planta de salón. La torre fue levantada bajo las directrices del maestro cantero renacentista Diego de Matienzo.
Fue una iglesia refugio que libraba a los delincuentes  de la acción de la justicia mientras permanecieran en su interior, como atestigua la inscripción sobre su puerta.
Este monumento fue declarado bien de interés cultural el 22 de septiembre de 1972.

## Exterior
Es una iglesia de planta cuadrada con un exterior sobrio sin apenas decoración, cuyos muros están realizados en mampostería sujetados por numerosos contrafuertes de sillería. Está iluminada por ventanas de medio punto. En el extremo opuesto al ábside se alza una torre de tres cuerpos, los dos primeros de mampostería, y el tercero de sillería. Este nivel superior está adornado con pilastras clásicas y tiene dos arcos semicirculares por banda donde están ubicadas las campanas, y está coronado con un chapitel empizarrado que se construyó en 1806.
Su única puerta se encuentra en la cara norte, está decorada con una portada de piedra caliza de estilo clásico, compuesta por dos pilastras sobre pedestales, cornisamiento y un frontón partido por una cruz.

## Interior

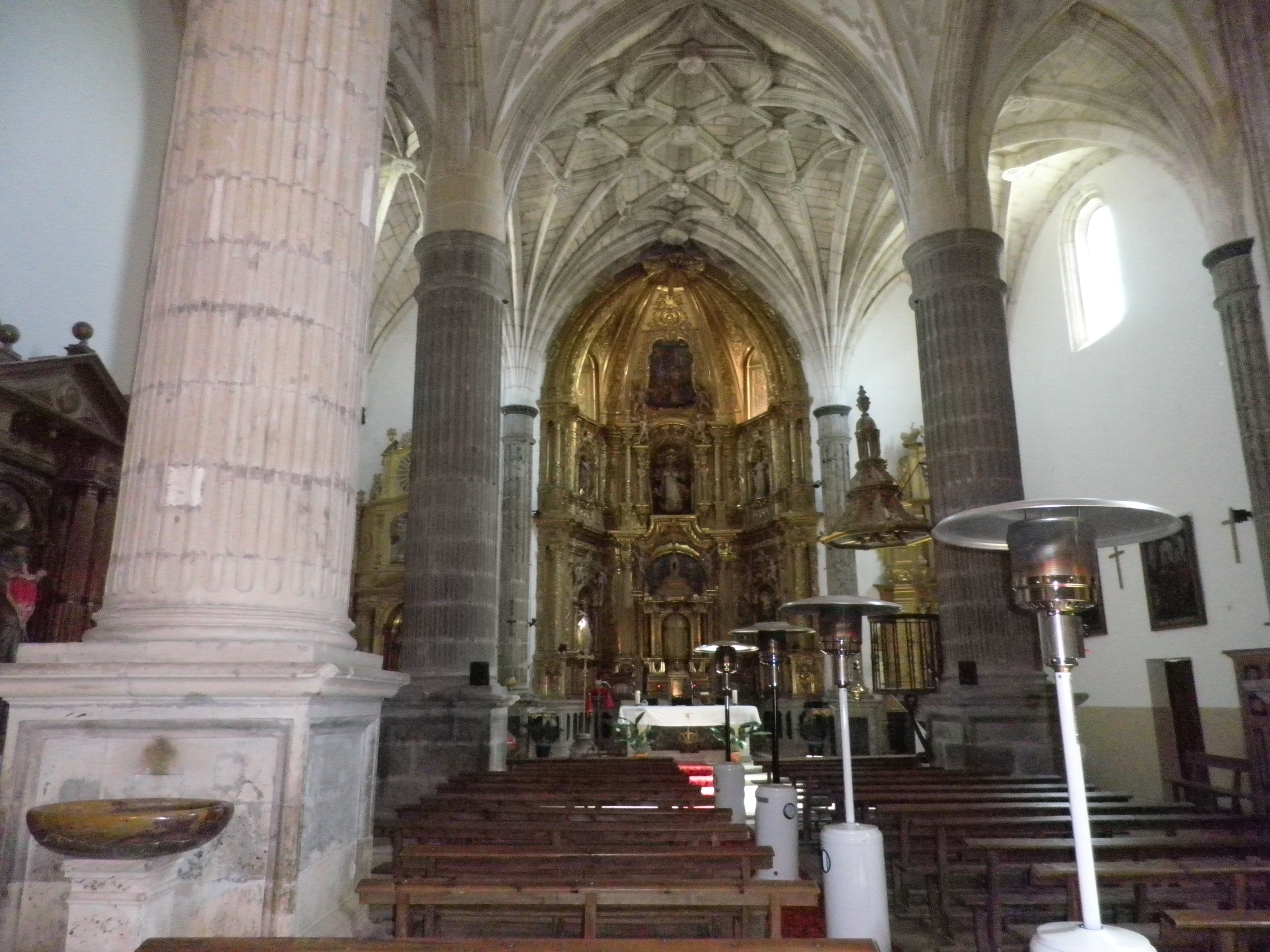
Vista desde la parte posterior.

Su amplio interior consta de tres naves separadas por columnas, de las cuales sólo cuatro son exentas. Las dos columnas del final de la iglesia, donde se apoya el arco escarzano del coro, son toscanas. Las demás, incluidas las columnas embebidas en los muros, que están sujetando las bóvedas, presentan a modo de capiteles tambores estriados entre dos boceles. Todas tienen plintos cuadrados con molduras en las aristas y presentan fustes estriados. Estas columnas sujetan cuatro tramos de bóveda, el correspondiente a la capilla mayor es de crucería ojival con claves historiadas.

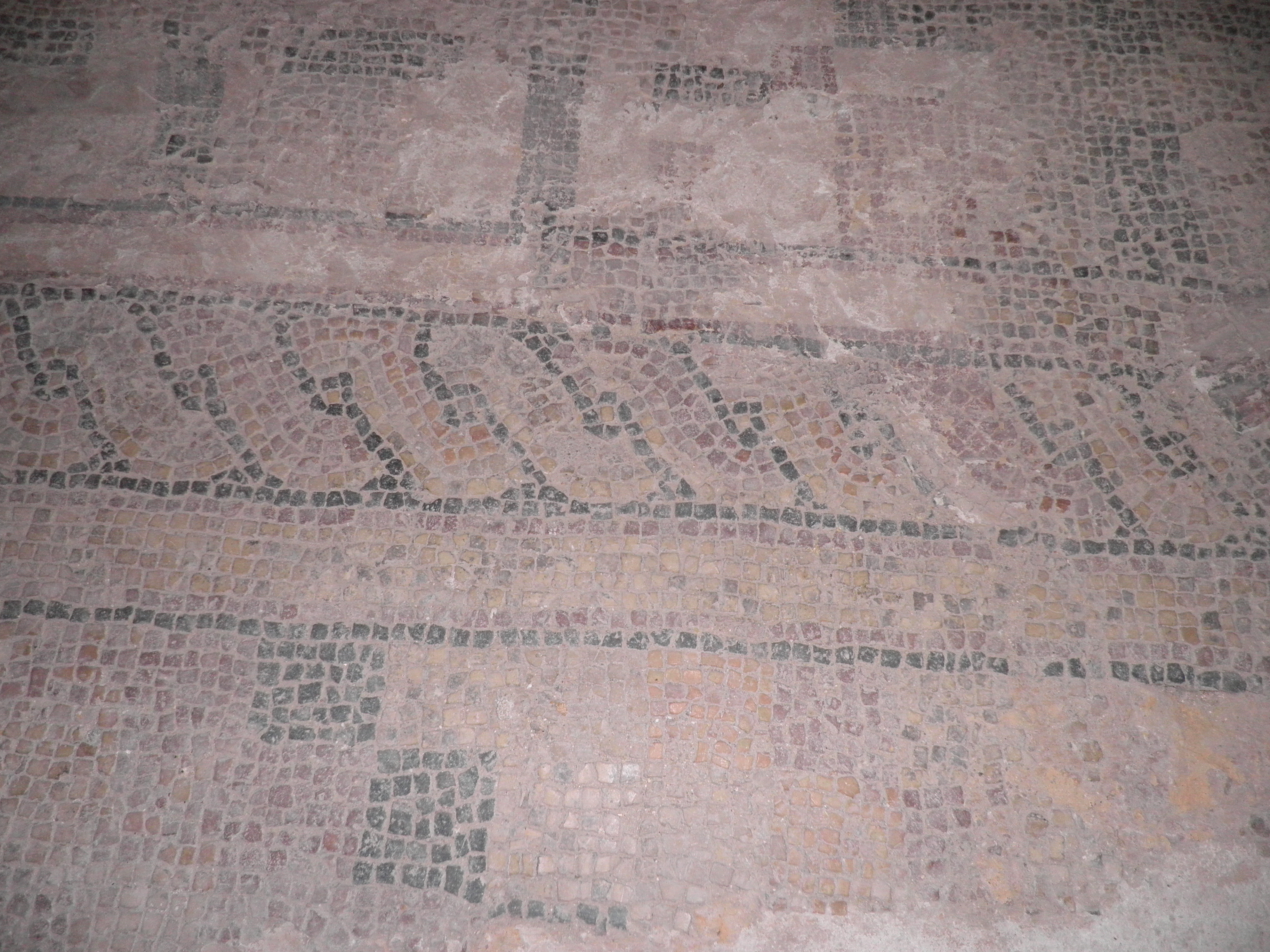
Mosaico romano del interior de la iglesia.

El ábside está ocupado por un retablo de tres cuerpos del siglo XVIII ricamente decorado en estilo barroco, fue diseñado por Antonio Tejerina, labrado por el tallista Pedro Riesgo en 1761 y pintado por Lorenzo Villa en 1769. Destaca en él, por su rareza, la representación del martirio de Santa Águeda. Flanqueándolo hay dos retablos laterales también barrocos realizados por Felipe Durán y Pedro Baamonde, dedicados a Santa Ana y a la Virgen del Rosario respectivamente.
Al pie de la iglesia existe otra capilla, donde se encuentra el Cristo de la Buena Muerte, que en su día se veneraba en la ermita del Cristo del Humilladero, por los hermanos de la cofradía de las Cinco Llagas. Hay sobre la tribuna un órgano del siglo XVIII que fue traído a la localidad durante la Guerra de la Independencia, procedente de la Real Colegiata de San Ildefonso. Sobre el altar de Santa Ana se encuentran, en el interior de dos urnas, las reliquias que fray Esteban de las Monjas, natural de Paradinas y monje cartujo en el monasterio de El Paular, donados a su pueblo en el año 1854. Bajo la tribuna se expone uno de los mosaicos de la villa romana de la localidad. También se guarda una imagen del siglo XIII que representa a la Virgen ofreciendo una manzana al Niño Jesús.